# Imagine (Armin van Buuren)
Imagine è il terzo album del DJ trance olandese Armin van Buuren, pubblicato il 18 aprile 2008.

## Tracce
1. Imagine – 9:27
2. Going Wrong (with DJ Shah feat. Chris Jones) – 5:36
3. Unforgivable (feat. Jaren) – 8:03
4. Face to Face – 7:30
5. Hold on to Me (feat. Audrey Gallagher) – 7:16
6. In and Out of Love (feat. Sharon den Adel) – 6:01
7. Never Say Never (feat. Jacqueline Govaert) – 6:59
8. Rain (feat. Cathy Burton) – 7:10
9. What If (feat. Vera Ostrova) – 7:18
10. Fine Without You (feat. Jennifer Rene) – 6:26
11. Intricacy – 7:07

iTunes Special Bonus Tracks
1. If You Should Go (feat. Susana) – 7:48
2. The Sound of Goodbye (Simon & Shaker remix) – 8:31

## Video musicali
- In and Out of Love ha ottenuto notevole successo totalizzando 153 milioni di visualizzazioni su YouTube diventando così il singolo più conosciuto dell'album[1]
- Fine Without You è il secondo singolo più cliccato dell'album su YouTube con 24 milioni di visualizzazioni[2]
- Going Wrong è il terzo singolo più visionato dell'album su YouTube con 22 milioni di visualizzazioni[3]
- Unforgivable è il quarto singolo più gettonato dell'album su YouTube totalizzando 15 milioni di visualizzazioni[4]
- Never Say Never è un singolo di successo minore che ha totalizzato 3 milioni di visualizzazioni su YouTube[5]

## Armin Only: Imagine[6]
"Armin Only: Imagine" è il tour che vede come protagonisti Armin van Buuren ed i vari featuring dell'album in live performance tra cui Jennifer Rene, Chris Jones, Susana, Jacqueline Govaert, Audrey Gallagher e Carol oltre al fratello chitarrista Eller van Buuren ed al co-produttore Benno de Goeij. Oltre agli artisti sono presenti coreografie di ballerini professionisti ed effetti di luce e video. È stato inoltre pubblicato da Armada il DVD del concerto a Utrecht e disponibile su Youtube.